# Zwitserland op het Eurovisiesongfestival 1958
Zwitserland nam deel aan het  Eurovisiesongfestival 1958, gehouden  in Hilversum, Nederland het was de 3de deelname van het land. 

## Selectieprocedure
Lys Assia was geselecteerd door Zwitserse omroep om haar land te vertegenwoordigen. Het was de eerste keer dat het Zwitserse lied niet door Concours Eurovision werd gekozen. Het lied Giorgio was speciaal voor het festival geschreven.

## In Hilversum
Het festival werd gehouden op 12 maart. Zwitserland trad op als tiende en van tien deelnemers, na Oostenrijk. Na de stemming had Zwitserland 24 punten ontvangen, goed voor een tweede plaats.
België · Denemarken · Frankrijk · Italië · Luxemburg · Nederland · Oostenrijk · West-Duitsland · Zwitserland · Zweden
1956 · 1957 · 1958 · 1959 · 1960 · 1961 · 1962 · 1963 · 1964 · 1965 · 1966 · 1967 · 1968 · 1969 · 1970 · 1971 · 1972 · 1973 · 1974 · 1975 · 1976 · 1977 · 1978 · 1979 · 1980 · 1981 · 1982 · 1983 · 1984 · 1985 · 1986 · 1987 · 1988 · 1989 · 1990 · 1991 · 1992 · 1993 · 1994 · 1995 · 1996 · 1997 · 1998 · 1999 · 2000 · 2001 · 2002 · 2003 · 2004 · 2005 · 2006 · 2007 · 2008 · 2009 · 2010 · 2011 · 2012 · 2013 · 2014 · 2015 · 2016 · 2017 · 2018 · 2019 · 2020 · 2021 · 2022 · 2023 · 2024 · 2025